# Gaspar Noé
Gaspar Noé, född 27 december 1963 i Buenos Aires, Argentina, är en argentinsk filmregissör, manusförfattare, skådespelare och cinematograf. Noé blev mycket uppmärksammad för sin film Irréversible (2002).
Han har länge haft ett förhållande med regissören Lucile Hadžihalilović och de har bland annat arbetat tillsammans med manuset till hans film Enter the void (2009). Filmen hade premiär i huvudtävlan vid Filmfestivalen i Cannes 2009.

## Filmografi (urval)
- Carne (1991, novellfilm)
- Ensam mot alla (Seul contre tous, 1998)
- Sodomites (1998, kortfilm)
- Irréversible (2002)
- Enter the Void (2009)
- Love (2015)
- Climax (2018)
- Lux Æterna (2019)
- Vortex (2021)